# 長尾初太郎
長尾初太郎（ながおはつたろう 旧字体：長尾初太郞、文政4年（1821年） - 1889年(明治22年)1月11日）とは、江戸時代の船乗り（水主）である。
なお、本項の日付のうち江戸時代のものについては旧暦で記している。

## 生い立ちと漂流の経緯
長尾初太郎（以下「初太郎」と記す）は文政4年（1821年）に阿波国で生まれた。
初太郎は成長後、摂津国兵庫中村屋伊兵衛の持船である栄寿丸（13人乗り 1000石 永住丸とも）の乗組員として働くようになった。そして天保12年（1841年）8月23日、酒、砂糖、塩、線香、大豆などを積み込んだ栄寿丸は兵庫を出航した。出航時の乗組員は以下の通りである。
| 役職                      | 氏名                   | 遭難時年齢 | 出身地                          |
| ------------------------- | ---------------------- | ---------- | ------------------------------- |
| 沖船頭 （船長）           | 善助                   | 21         | 紀伊国牟婁郡周参見              |
| 楫取 （操舵手）           | 伊之助                 | 39-40      | 伊予国忽那諸島興居島            |
| 岡廻り （事務・会計担当） | 初太郎                 | 19         | 阿波国板野郡撫養岡崎            |
| 水主 （船員）             | 七太郎                 | 33-34      | 阿波国板野郡撫養岡崎 初太郎の兄 |
| 水主 （船員）             | 儀三郎（利三郎）       | 34-35      | 能登国                          |
| 水主 （船員）             | 万蔵                   | 31-32      | 伊豆国八丈島                    |
| 水主 （船員）             | 要蔵                   | 31-32      | 陸奥国南部                      |
| 水主 （船員）             | 三平（三兵衛）         | 19-20      | 陸奥国南部                      |
| 水主 （船員）             | 岩松（岩兵衛、岩吉）   | 27-28      | 播磨国明石郡東垂水              |
| 水主 （船員）             | 勘次郎（官次郎、勘蔵） | 24-25      | 能登国                          |
| 水主 （船員）             | 惣助                   | 39-40      | 能登国                          |
| 水主 （船員）             | 太吉（多吉）           | 43-44      | 肥前国高来郡島原                |
| 水主 （船員）             | 弥市（弥一郎）         | 42         | 紀伊国牟婁郡周参見              |

関東までの航海は順調で、9月18日に相模国浦賀に入港して積み荷のうち大豆70俵を降ろした。翌9月19日早朝、栄寿丸は浦賀を出航して奥州方面へ向かったが、10月12日の夕方、下総国犬吠埼沖の鹿島灘を航行中に北西からの強風と高波に見舞われた。
乗組員たちは帆を下ろし、積み荷の一部を海中に投棄して船の転覆を防ごうとしたが、翌13日になっても海上の天候は回復しなかった。そのため乗組員たちは、船のバランスを保つために帆柱（マスト）を切るかどうかの判断を迫られ、おみくじを引いたところ切るべしとの結果が出たために帆柱を切り落とした。帆柱を切り落したことによって栄寿丸は転覆を免れることができたが、11月初旬まで強風によって東南東に流され続けた。
漂流中、船には3俵ほど米が積んであったため、1日米1升（約1.8リットル 10合）をおかゆにして13人で分けた。しかし11月に米が尽きたあとは積み荷の砂糖や酒をなめたり、船にあった金具でルアーを作って魚を釣るようになった。

## 救助
天保13年（1842年）2月20日ごろ、西の方角より異国船が栄寿丸に接近してきた。異国船はボートを2艘降ろし、そのうちの1艘が栄寿丸に横付けするとボートの乗員の異国人が栄寿丸に乗り移ってきた。その間13人は船内に隠れていたが、やがて発見されると異国人は身振り手振りでこちらの船に移るよういった。13人はこの申し出を受けて衣類など身の回り品を持って異国船に移ることになった。また栄寿丸に残っていた酒40樽と砂糖17樽も異国船に移された。
13人を救助した船はスペインのエンサヨ（Ensayo）号という船で、長さは約20メートル、乗組員は28名であったがマニラからメキシコへ向かう途中の密貿易船であった。救助当初は日に3度食事が与えられていたがのちに2食に減らされ、飲料水もろくに与えてもらえなくなったため、13人は漂流中よりものどの渇きに苦しむこととなった。さらに船長は13人を2組に分けて船の仕事をさせるようになり、少しでも手を休めると体罰を加えた。

## 置き去りにされる

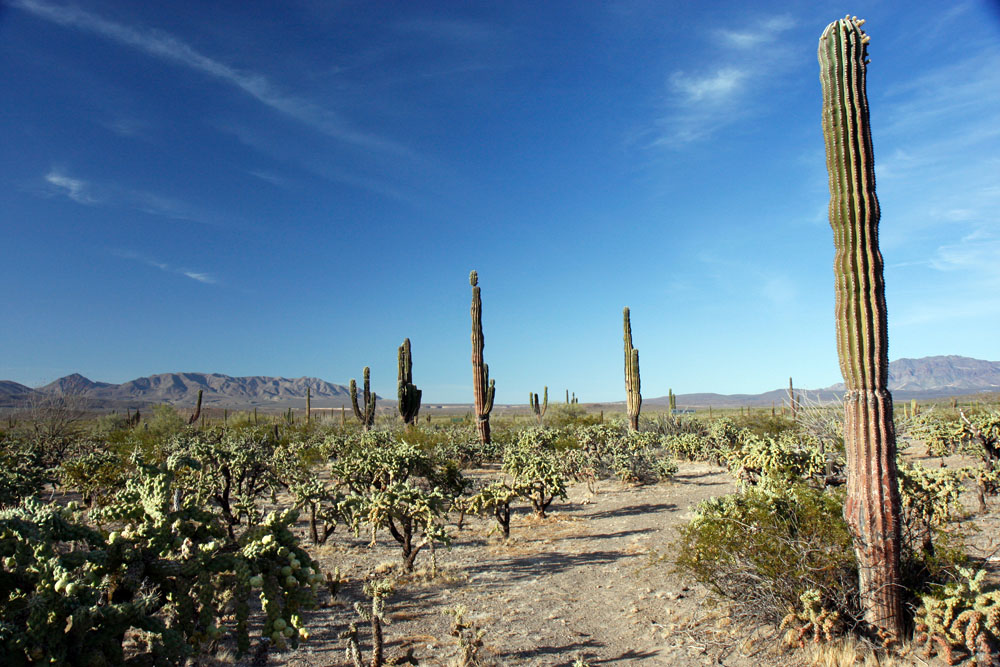
バハ・カリフォルニア半島の風景

救助から55日目の4月中旬、エンサヨ号は陸地から数百メートル沖合に碇泊した。午後2時ごろからボートが陸地とエンサヨ号を往復し、乗組員が上陸するとともに陸地からも人が訪ねてきて船員と話を始めていた。
午後6時ごろ、船員たちは初太郎、善助、弥市、太吉、儀三郎、伊之助、惣助の7名に対してボートに乗って上陸するよう命令した。7人は夜なうえに見知らぬ異国の土地に置き去りにされることに対して激しく抗議したが、船員の一人が善助を殴りつけるなど暴力的な手段に出たためにやむなく従うことになった。
浜辺に置き去りにされた7名はしばらく呆然としていたが、初太郎と善助は近くの丘の上に見えた家に行き異国人に助けを求めに行くことを提案した。これに対しほかの5人はここまでの仕打ちで異国人に対して疑心暗鬼になっていたため、初太郎と善助の2人で家を訪ねてみることになった。2人は浜辺から4町（約440ｍ）ほど離れた家を訪ね、住民に身振り手振りと片言のスペイン語で助けを求めると、住民たちは浜辺に残った5名も連れてくるように言い、寝場所の世話をした。翌朝、住民たちは7人を家に招き、コーヒー、トウモロコシのもち、塩漬け肉、牛乳などの食事を出してもてなした。
7人が置き去りにされた場所は、メキシコ共和国領バハ・カリフォルニア半島南端のサンルーカス岬（Cabo San Lucas）であった。1842年当時、当地には2軒の家があり、20名ほどが牧畜で生計を立てていた。この日7人が世話になったのはこの地に移住してきたイギリス人のヒッチ（Hitch）一家であり、7人は2日ほどこの家で世話になったが、3日目に交易船が来航したためにサンルーカスを離れることになった。交易船は2日ほど東へ航行したのちとある浜辺に着き、7人は付き添いで来たヒッチとともに浜辺で馬に乗り換えて17、8町（約2km）ほど行くと人家が80軒ほどあるサン・ホセ（San José）という町に着いた 。

## サン・ホセにて

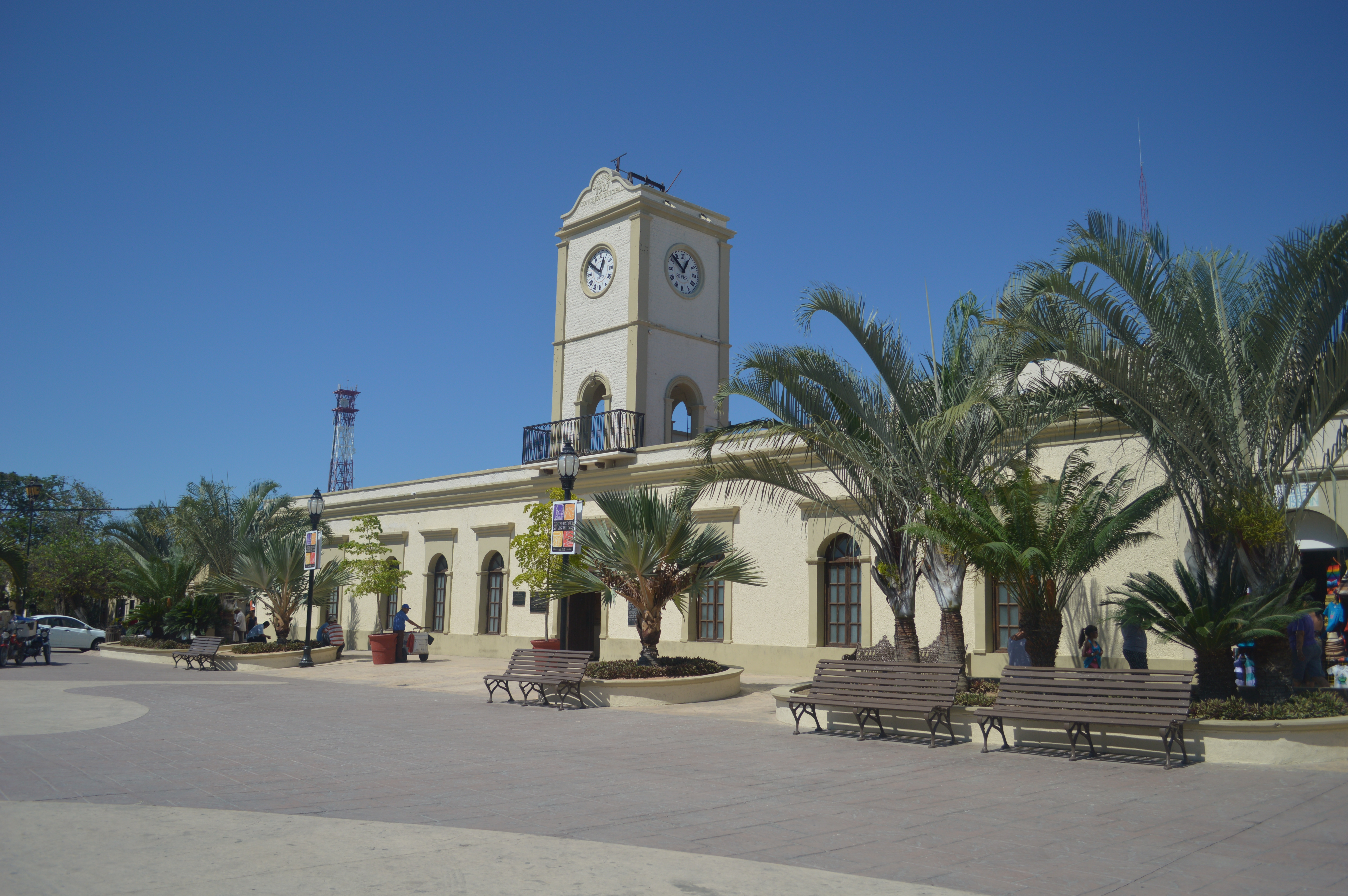
サン・ホセの市庁舎

サン・ホセに着いた7人は役所へ連れて行かれたが、そこでエンサヨ号に残された6人のうちの2人である七太郎と万蔵に再会した。2人もまたエンサヨ号に置き去りにされ、昨日サン・ホセに着いたばかりであった。お互い再会を喜び合っていると、町の住民20人ほどが部屋に入ってきて、9人はそれぞれ別の家に引き取られることになった。
初太郎は50歳ほどのミゲル・チョウサー（ミグエルとも）一家に引き取られることになった。チョウサー一家はミゲル夫妻と2人の息子と3人の娘のほか、下男が1人と下女が3人住む中流家庭であった。ミゲルに気に入られた初太郎は家の仕事をさせられることもなく、ミゲルの狩猟のお供をしたりスペイン語を習ったりして過ごした。スペイン語について、初太郎はいずれ帰国するのだからと学ぶつもりはなかったが、ミゲルから「ことばを覚えたら本国に帰す」と言われたため仕方なく習った。
9人はサン・ホセで暮らすようになると服装と髪型を現地風に合わせた。初太郎と善助以外の7人は農業の手伝いや水汲みなどの家の雑用をして過ごし、暇なときは9人で集まって故郷のことなどを話し合った。
9人がサン・ホセに来て1か月ほど経ったころの5月16日、善助の家主であるコマンダンテ・フランシスコがラパス（La Paz）の町へ転居することになったのでサン・ホセを離れ、さらにそれから2か月くらいの間に惣助、伊之助、儀三郎の3人の家の家主も他所の町へ転居した。そのためサン・ホセに残ったのは初太郎、七太郎、万蔵、弥市、太吉の5人のみとなった。同じころにミゲルもマサトラン（Mazatlán）の町まで用事で行くことなり、初太郎は留守宅を任されることになった。
10月初旬、ミゲルの友人で船長であるアントニオ・ペロンがサン・ホセを訪れた。初太郎が顔見知りであるペロンの元を訪ねると、ペロンは初太郎に対して日本へ帰る意志はあるのかと尋ねた。これに対して初太郎が帰国したい旨を伝えると、帰国について協力するので一緒にマサトランまで来るようにと言った。これを受けて、初太郎は違う町へ移った4人も含め9人全員を集めて話し合いをした。話し合いの結果、9人の中でもスペイン語の上手な初太郎と善助の2人がペロンとともに先にマサトランへ行くことなった。
初太郎はペロンとともにマサトランへ行くことをチョウサー一家に告げたところ、一家は「なぜマサトランへ行くのか」と尋ねて引き留めようとした。これに対して初太郎はミゲルに会うためと言ってごまかしたが、一家は初太郎がマサトランへ行けば今生の別れになることを薄々察し、夫人はマサトランへ行く初太郎のために毎日ごちそうを作り、新しい服をプレゼントした。
10月28日、初太郎はペロンの船でマサトランへ出発することになった。チョウサー一家は全員浜辺まで見送りに来て、初太郎の手を取って別れを惜しんだ。

## メキシコを離れる

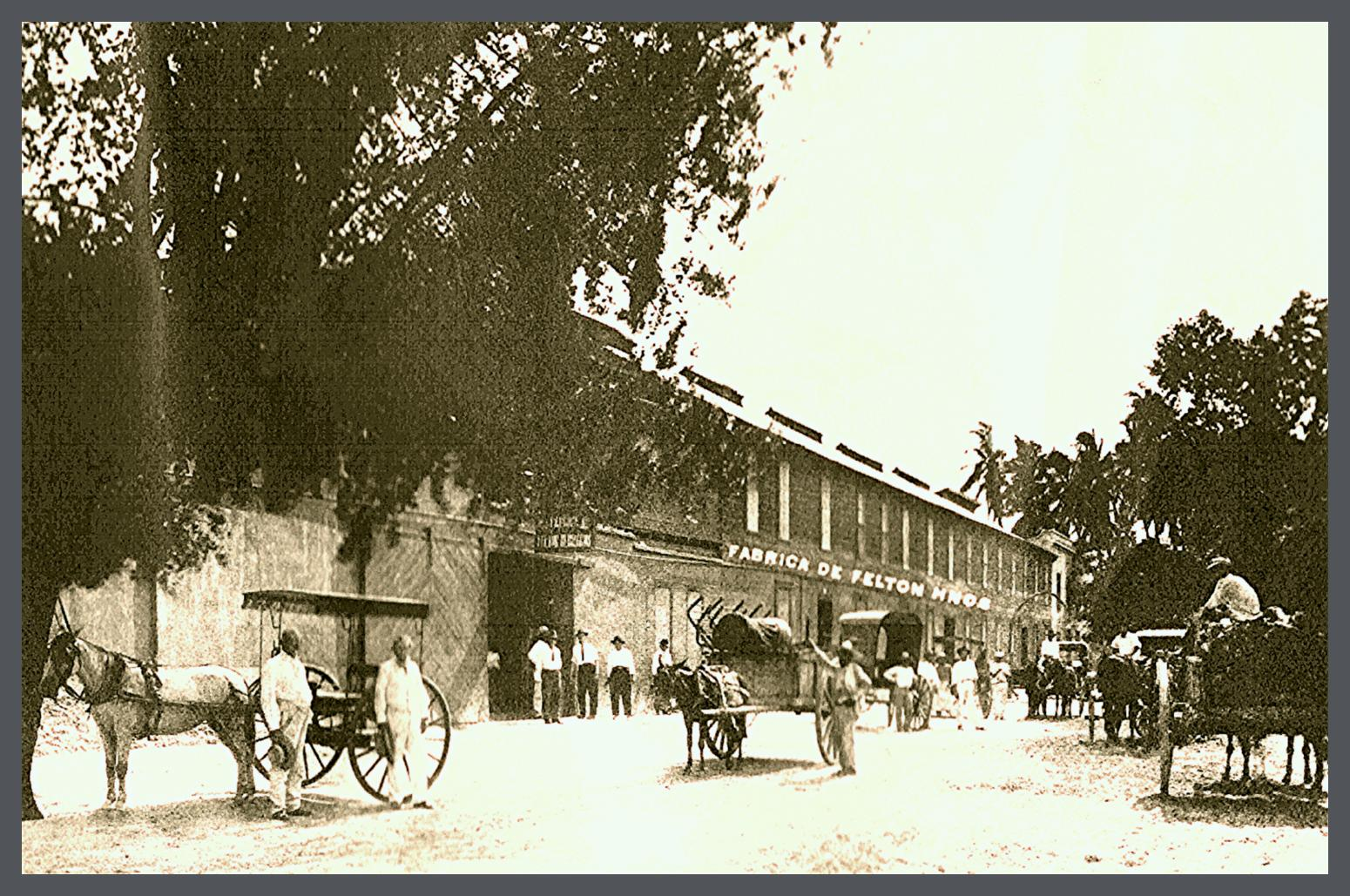
20世紀初頭のマサトラン

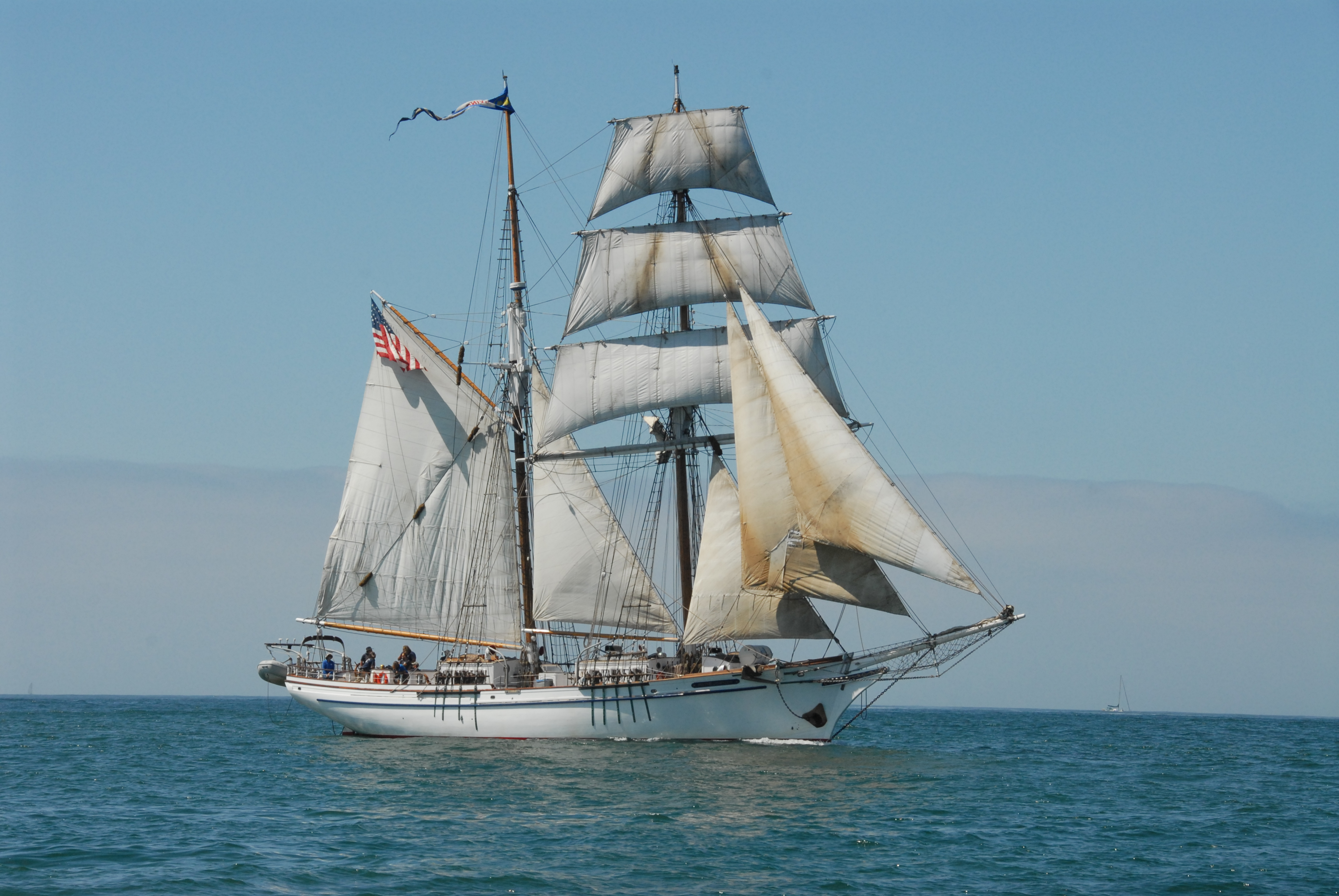
ブリガンティン船。画像は2002年に建造されたアメリカのアービング・ジョンソン号

サン・ホセを出航後、船は5日ほどでマサトランの港に着いた。マサトランは1842年当時人家が700軒ほどある大きな港町で、赤レンガで作られた2階3階の家が多く見られた。
ペロンの仲介で当地の長官と面会を果たした初太郎と善助は、日本に帰国したい旨を長官に告げると、4、5日後に清国へ向かうアメリカの船が出航予定であることを伝えられた。初太郎と善助はサン・ホセに残っている7人も一緒に連れて帰ることを希望してその船には乗らないと言ったが、長官やペロンは清国へ向かう船は1年か2年に1回しか入港しないことを説明し、さらに残りの7人は次に入港した清国行きの船に乗せるよう取り計らうと約束したため、2人はアメリカ船に乗ることを決めた。
その後2人はペロンや現地の商人であるドン・ルイスとともにマサトランの町で寄付を募り、銀貨360枚が集まったため、内100枚は清国までの船賃となり、残りは2人分の旅費となった。そのうちマサトランの町で寄付を集めている日本人がいるという噂を聞き、ミゲルが初太郎のもとを訪ねてきた。ミゲルは初太郎をゆくゆくは自分の娘婿にするつもりなので帰国を思い留まるようにと懇願したが、初太郎の帰国の意志は固く、ペロンの説得もあってミゲルも最終的に初太郎の帰国を認めた。
11月上旬、初太郎と善助はアメリカ船アビゲイル・スミス（Abigail Smith）号に乗船した。アビゲイル・スミス号は9人乗りのブリガンティン船で、船長はじめ船員たちのほとんどは英語しか話せないため意思の疎通に苦労したが、フランス人船員がスペイン語を話せたため初太郎と善助はこの船員とよく行動をともにした。
11月下旬、アビゲイル・スミス号はハワイ諸島のホノルル港に入港した。ホノルルでは補給のため4日ほど碇泊したが、そこで初太郎と善助は別の日本人漂流民と出会っている。その日本人漂流民は土佐国高岡郡宇佐浦出身の4人で、土佐出発時はのちにジョン万次郎と呼ばれることになる万次郎を含め5人であった。土佐出発後、彼らは伊豆諸島の鳥島に漂着したのち143日後にアメリカの捕鯨船に救助されてホノルルに来ていた。その後万次郎は捕鯨船に乗ってアメリカ本土へ去ったが、4人は帰国を希望してホノルルに留まっていた。
4人が涙ながらに船に乗せてもらえないかと懇願したため、初太郎と善助は船賃を自分たちが負担することを条件に船長と再三交渉した。しかし船長は船のスペースの問題から4人も乗せられないと断ったため、4人は非常に落胆し、ホノルル出航の際にはお互い涙を流して別れた。

## 清国

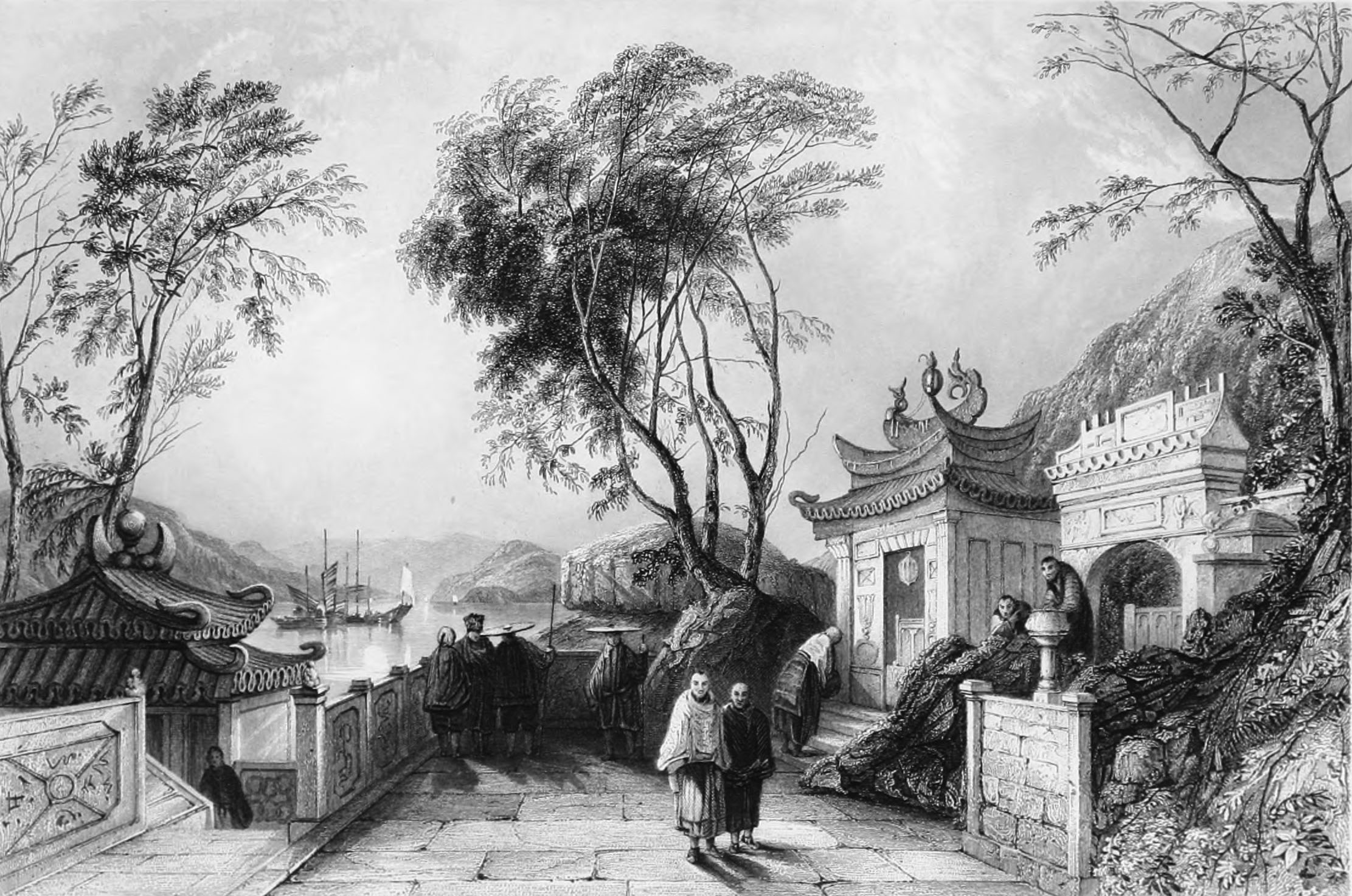
1843年当時のマカオ

天保14年（1843年）1月、マサトランを出航して70日ほどでアビゲイル・スミス号はポルトガル領マカオに入港した。しかし入港3日目、船長は初太郎に1人で下船するよう言った。初太郎は善助とともに船を降りることを希望したが許可されず、やむを得ず所持金を折半したのち1人で下船した。下船後、現地人たちが色々質問してきたが言葉がわからなかったため、初太郎は漢字で「日本人」と書いたところ、現地人はアメリカ人宣教師サミュエル・ウェルズ・ウィリアムズ（Samuel Wells Williams）の家に案内した。
ウィリアムズの家には初太郎以外にも日本人漂流民がおり、能登国鳳至郡出身の惣七、弥三兵衛と肥後国飽託郡出身の庄蔵、寿三郎、熊吉の5人がいた。初太郎は5人と同居することになり、日本食を食べ、髪型も月代を剃るようになった。彼ら5人はマカオ滞在が数年に及んでいたため、初太郎は彼らの案内のもとマカオ市内を見物している。5人は日本への船が出る浙江省乍浦（さほ）行きの船をマカオで待っており、4月に船が出ることが決まったため初太郎と能登出身の2人が乍浦に行くことになった。
4月10日、マカオを出航したジャンク船は福建省アモイ、浙江省寧波、杭州を経由して7月に乍浦に着いた。乍浦では役所で漂流の経緯などの聴取が行われ、聴取ののち家に案内されるとそこには他に6人の日本人漂流民がいた。こうして9人で同居することになったところ、9月にマカオで別れた善助と乍浦で再会した。善助は初太郎と別れた後、4月下旬まではマカオのアメリカ人商人の家に下宿し、6月上旬に舟山群島へ移動してからはイギリス人商人の世話になっていた。その後8月中旬に寧波を経て、9月8日に乍浦に着いたためであった。
乍浦では食事は日に三度支給され、米の質はよくなかったが、朝はおかゆ、昼夜は米飯と大根や油揚げ、魚のおかずが出された。またタバコ代や銭湯代も支給され、街中を見物することもできたが、外出時は監視役の役人がつくなど完全に自由ではなかった。

## 帰国とその後
天保14年（1843年）11月、日本行きの船団が出ることになり、初太郎と善助はそのうちの永泰号に乗って11月23日に乍浦を出航した。永泰号は12月1日に五島列島沖を通過し、12月3日長崎に入港した。
長崎到着後すぐに長崎奉行所に出頭した漂流民たちは、絵踏みと尋問の後揚屋（あがりや）に収容された。揚屋での待遇は悪くなく、食事は3食支給され、許可をもらえば神社やお寺に参拝することもできた。
弘化2年（1845年）8月6日、初太郎は迎えに来た徳島藩士とともに長崎を出立し、8月20日に故郷の岡崎村に帰った。帰郷後、藩主蜂須賀斉裕に引見した初太郎は藩の命令で海外渡航の記録を残すことになり、儒学者前川文蔵が聞き取り役となり、御用絵師の守住貫魚が挿画を担当した。こうして完成したのが『亜墨新話』である。
その後初太郎は士分に取り立てられて長尾姓を名乗り、撫養米穀役所に奉職した。初太郎は明治維新後も故郷の岡崎村で暮らし、1889年(明治22年)1月11日に67歳で亡くなった。
なお初太郎の子孫である長尾新九郎は1951年（昭和26年）から1959年（昭和34年）にかけて徳島市長を務めた。

## 他の乗組員たち

### 善助
初太郎とともに帰国した善助は弘化2年（1845年）2月に帰郷し、紀州藩藩侯徳川治宝の命によってその体験談は『東航紀聞』としてまとめられた。その後善助は士分に取り立てられて井上姓を名乗り、周参見浦二分口役所で役人として奉職した。
嘉永6年（1853年）、ペリーが浦賀沖に来航した際には江戸に召喚され、大勢の幕府の役人の前でアメリカ軍の調練方法を異国の服装を着て実演した。その後も紀州藩で海防関係の仕事に就き、1874年（明治7年）に54歳で亡くなった。

### 要蔵・三平・岩松・勘次郎

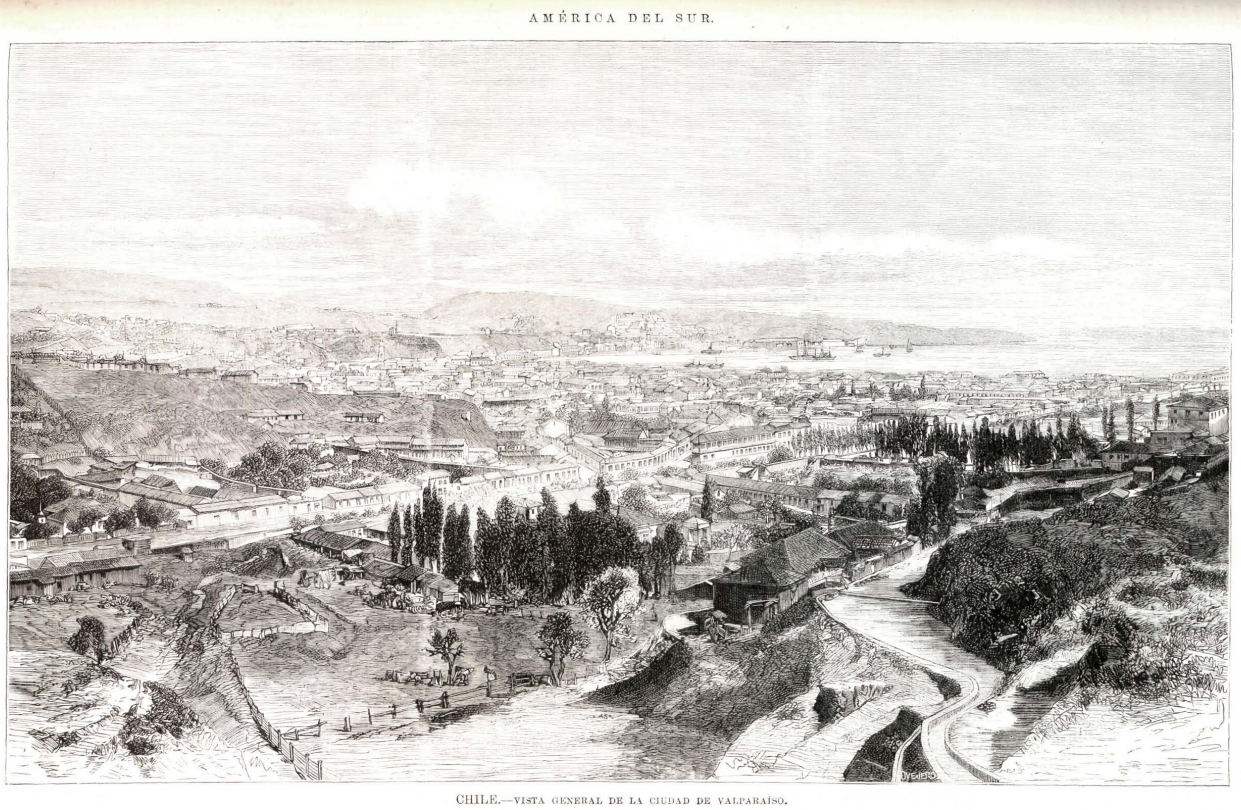
1879年当時のバルパライソ

エンサヨ号はバハ・カリフォルニア半島で9人を置き去りにしたのち、彼ら4人を乗せたままグアイマス（Guaymas）港に入港した。しかしエンサヨ号はグアイマス港で暴風に見舞われ座礁し、その時の混乱に乗じて船を脱出した4人は現地の商人の家に滞在した。
その後三平ただ一人がマサトランにやってきて、ほかの7人を大いに驚かせた。三平は他3人はもうグアイマスにおらず、東紅海を30日以上航海したワキハライソ（ツキハライソとも）という土地に移動したことを告げた。その後当地にいる3人とマサトランにいる8人の間で手紙のやり取りが行われ、3人からは望郷の気持ちはあるが帰国しないことを告げられた。
このワキハライソについては、チリのバルパライソ（Valparaíso）であるとする説がある。1875年にチリ政府が実施した国勢調査には、2人の日本人男性がそれぞれコキンボとタルカというバルパライソから遠くないチリ中央部の町で暮らしているとの記録が残っている。

### サン・ホセに残った7人
天保14年（1843年）11月、弥市、太吉、七太郎、万蔵の4人はマサトランに渡りそれぞれ仕事を見つけて暮らした。弥市は呉服屋の従業員食堂で料理人として働き始め、十分な給金をもらって貯金もできるようになったので、サン・ホセにいた3人をマサトランに呼び寄せた。一方このころ初太郎の兄である七太郎はマサトランで病気にかかり、一時危篤に陥った。その後病気は快復したものの聴力に後遺症が残った。
天保15年（1844年）4月11日、弥市は北アメリカの商船に乗船してマサトランを離れた。6月7日に船はマカオに着き、同地で初太郎が無事帰国したことを知った弥市は、メキシコに向かう船に七太郎宛ての手紙を託した。マカオには半年ほど滞在したのち、香港、舟山群島、寧波を経て弘化2年（1845年）2月に乍浦に着いた。
一方、伊之助、太吉、儀三郎の3人も弥市と同じころにハンブルク船籍のハルソート号でマサトランを離れた。ハルソート号は7月にマニラに到着し、そこからマカオを経て寧波に至った。伊之助と太吉は寧波から乍浦へ行き、そこで弥市と合流したが、儀三郎はただ一人寧波に残り、音吉ら他の日本人漂流民と会った後香港に移っている。
乍浦に着いた弥市、伊之助、太吉の3人は帰国の船を待ち、7月24日に乍浦を発って10日後に長崎に着いた。長崎到着後、3人は翌弘化3年（1846年）夏ごろまで揚屋に収容されたのちそれぞれ帰郷した。帰郷の直前、弥市と伊之助は徳島藩の医師である井上不鳴（井上黙）から面会を求められた。井上は徳島でも初太郎にインタビューして『亜墨竹枝』を記した人物で、弥市とは4月27日、伊之助とは5月6日に面会してインタビューを行っている。インタビューで弥市は主にサン・ホセのチョウサー一家をはじめとした人々のその後や七太郎の話をし、伊之助は現地の結婚式や囚人の公開処刑の様子のほかコヨーテなどメキシコの動物の話をしている。
太吉は故郷の村に帰った後、1873年（明治6年）6月8日に75歳で亡くなった。
弥市は帰郷後士分に取り立てられ、堀姓を名乗り役所に奉職した。嘉永6年（1853年）には善助とともに江戸に召喚されている。
なお日本に帰らなかった七太郎、三平、万蔵、惣助、儀三郎のその後の消息は不明である。

## 初太郎に関わる史料
- 『亜墨新話』
- 『亜墨竹枝』
- 『東航紀聞』
- 『紀州口熊野漂流噺』

など